# Windpark Dorper
Der Windpark Dorper ist ein Windpark in Südafrika, der sich nordwestlich von Queenstown befindet. Er besteht aus 40 Windkraftanlagen des Typs Nordex N100/2500, die bei einem Rotordurchmesser von 100 Metern eine Nennleistung von 2,5 MW haben. Der Windpark wurde schlüsselfertig errichtet und im Frühjahr 2015 offiziell in Betrieb genommen.
Betrieben wird der Windpark von der Dorper Wind Farm PTY Ltd, einer extra für das Windparkgeschäft gegründeten Tochtergesellschaft von Rainmaker Energy der japanischen Sumitomo Corporation.